# ベイ・リッジ-95丁目駅
ベイ・リッジ-95丁目駅（ベイ・リッジ-95ちょうめえき、英: Bay Ridge–95th Street）はニューヨーク市地下鉄BMT4番街線の南側終端駅（地図上は西端）である。95丁目-4番街交差点にあり、 終日R系統が発着する。開業当時は95丁目-フォート・ハミルトン駅（95th Street–Fort Hamilton）と呼ばれていた。また、当駅はニューヨーク市地下鉄全体でも最西端に位置し、4番街線で最も遅く開業した。

## 駅構造
| G          | 地上階                                     | 出入口                                                              |
| M          | 改札階                                     | 改札口、駅員室、メトロカード自動販売機                              |
| P ホーム階 | 北行線                                     | ← 71番街駅行き（深夜:ホワイトホール・ストリート駅行き）（86丁目駅） |
| P ホーム階 | 島式ホーム、到着番線に応じた側の扉が開く。 |                                                                     |
| P ホーム階 | 北行線                                     | ← 71番街駅行き（深夜:ホワイトホール・ストリート駅行き）（86丁目駅） |

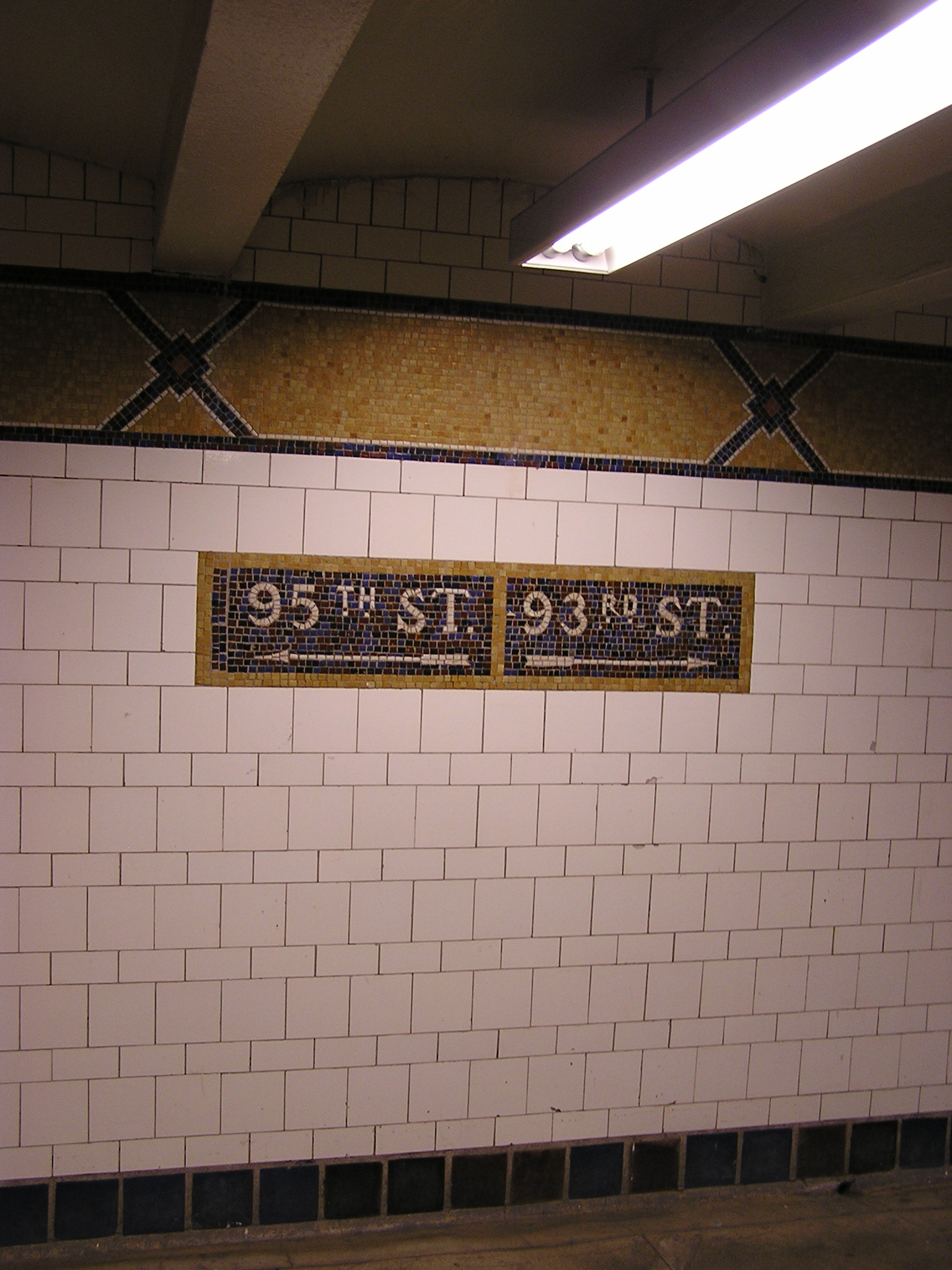
無人のメザニンに設けられている行き先案内のモザイク

ベイ・リッジ-95丁目駅は島式ホーム1面2線の地下駅である。1925年10月31日に開業し、同日14時に一番列車が発車した。1970年代末には改修工事が行われたが、開業当時のタイルモザイクが残る。線路はホーム南端の車止めで終わっている。当駅にはディスパッチャーの詰所と信号扱所がある。また、北側には留置線がある。
2018年4月に行われたMTAの2015-2019年投資計画改訂においてエレベーターの設置計画が盛り込まれている。

### 出入口
- 階段1本、93丁目と4番街交差点南東[5]
- 階段1本、95丁目と4番街交差点北西[5]

## 延伸構想

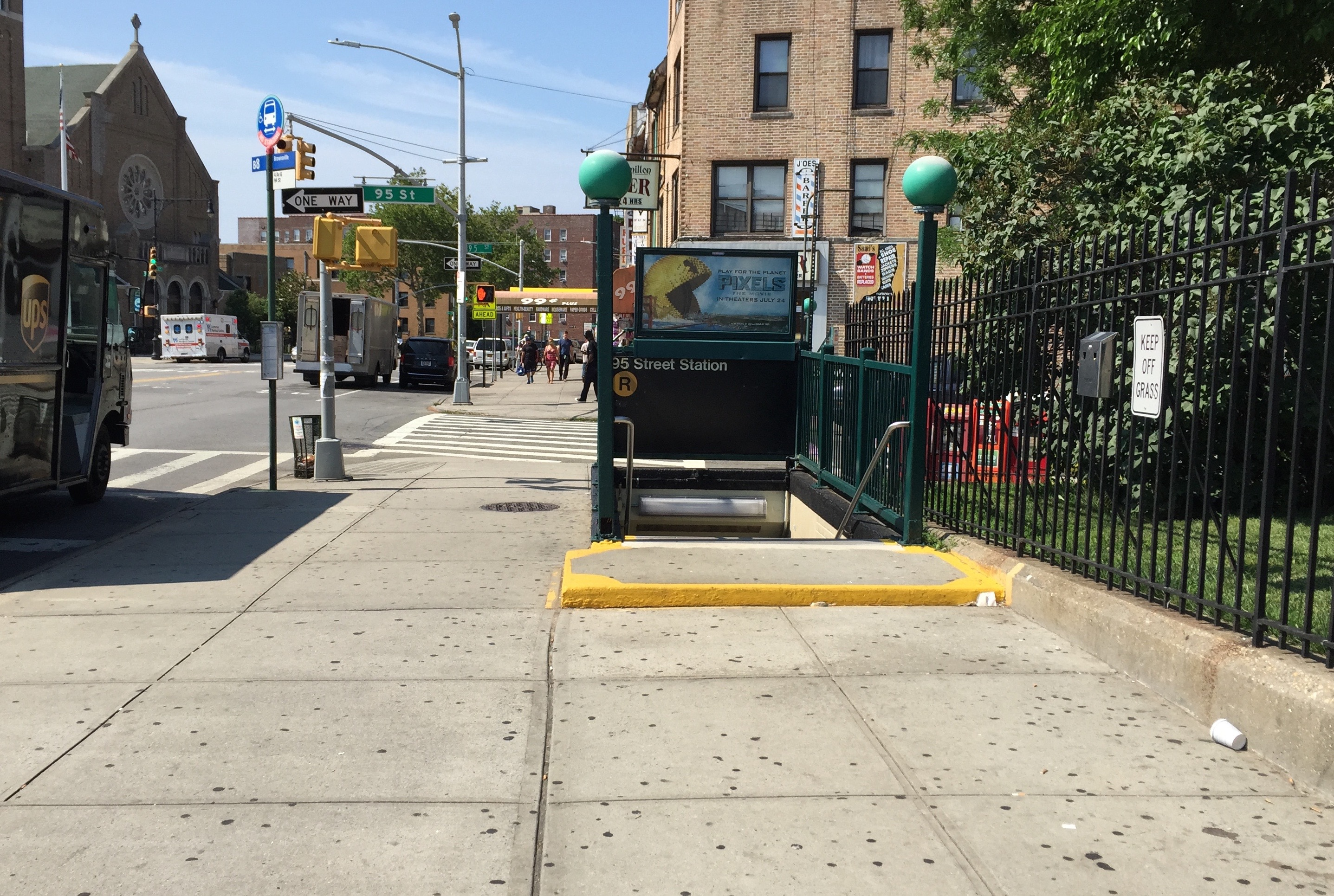
95丁目-4番街の出口

この駅は、59丁目駅の南から急行線の延長が計画されていたため、4番街の西側に建設された。この駅は、主にスタテンアイランドトンネルを容易にするために建設された。
この駅の南、100番街または101番街には、建設されていないスタテンアイランドトンネルへの延長が計画されている線路の端に仮設の壁があり、このBMT線をスタテンアイランド鉄道（SIRT）のグラスミア駅付近に接続するために設けられた。駅はまた、SIRT本線から切断することによって現在は廃止されたサウス・ビーチ支線に接続し、BMTがSIRTのフォート・ワズワース駅からウェントワース・アベニュー・ターミナルへの運行を引き継ぐことになっていた。当時、このトンネルが建設されていたら、非常に性格が異なる路線だったと言われている。クイーンズボロ・プラザ駅を起点としてスタテンアイランドのウェントワース・アベニューまでのBMT路線を介して、スタテンアイランドに進む前にこの駅に停車するというものだった。また、ここに地下式の車両基地を建設する計画も存在した。SIRはトンネルの準備のために電化されており、BMTのABスタンダード車両と同等のものを導入していた。トンネル計画は1919年に修正され、その場所はベイリッジの北側ショア・ロード付近に移動した。
その後、計画されたトンネルのルートをたどる世界最長の吊橋の1つであるヴェラザノ＝ナローズ・ブリッジに駅を接続するという提案が浮上したものの、橋自体は鉄道線の準備をすることなく建設された。